# Catherine Mazoyer
Catherine Javiera Mazoyer Mena (Santiago, 11 de octubre de 1979) es una actriz, directora y guionista chilena de ascendencia francesa.

## Biografía
Su padre es Jean Mazoyer, militar francés sobreviviente de la Segunda Guerra Mundial, y su madre, Sonia Mena, actriz chilena. Cursó sus estudios primarios y secundarios en Colegio Alianza Francesa de Vitacura y sus estudios universitarios en la Escuela de Teatro de la Universidad de Chile, licenciándose en Artes con Mención en Actuación Teatral.
Su debut como actriz en televisión fue en la serie Marrón Glacé, el regreso de Canal 13 y en cine, en un papel secundario de la película Sexo con amor. Posteriormente fue protagonista de los largometrajes Apio verde y Perfidia. También se ha destacado con participaciones en programas temáticos como Infieles y Teatro en Chilevisión.
En el teatro, ha desarrollado vasta experiencia en obras como Cabarecht, obra basada en diversos textos y pasajes de la vida de Bertolt Brecht, Un tranvía llamado Deseo, de Tennessee Williams, Dos mujeres, del argentino Jaiver Daulte, Esperando a Godot, de Samuel Beckett, La mantis religiosa, de Alejandro Sieveking, Las novias de Travolta, de Andrés Tulipano (Palermo Producciones, 2015). Es fundadora de La Otra Compañía (2005), que ha puesto La más fuerte, de August Strindberg —presentada en 2005 en el Festival de Nuevos Directores de la Universidad de Chile, Mazoyer obtuvo el premio a la mejor actriz—, Divinas palabras, de Valle-Inclán y Noches blancas, versión dramática de la novela homónima de Fiódor Dostoyevski.
Algunas de sus apariciones en teleseries han sido en A todo dar (Megavisión), Algo está cambiando (Megavisión), Tentación, Charly Tango y Lola de Canal 13 y Sin anestesia para Chilevisión. Además de ellas ha formado parte de los elencos de series como Huaiquimán y Tolosa I y II, Vecinos al 3 y al 4, Urgencias (segunda temporada), Prófugos para HBO y la tercera temporada de Los 80 para Canal 13. Tiene una participación especial dentro del elenco de la teleserie Mamá mechona, del mismo canal.

## Filmografía

### Cine
| Películas | Películas           | Películas        | Películas         |
| Año       | Película            | Personaje        | Director          |
| --------- | ------------------- | ---------------- | ----------------- |
| 2003      | Sexo con amor       | Enfermera        | Boris Quercia     |
| 2005      | Machuca             | Profesora nueva  | Andrés Wood       |
| 2006      | Rojo, la película   |                  | Nicolás Acuña     |
| 2009      | La Gabriela         | Victoria Ocampo  | Rodrigo Moreno    |
| 2011      | Apio verde          | Adriana Espinoza | Francesc Morales  |
| 2014      | Perfidia            | Laura            | Lucio A. Rojas    |
| 2022      | Polen en la Piel' ' | Carmen           | José Luis Ramírez |

### Televisión

#### Teleseries
| Teleseries | Teleseries               | Teleseries              | Teleseries  |
| Año        | Teleserie                | Personaje               | Canal       |
| ---------- | ------------------------ | ----------------------- | ----------- |
| 1996       | Marrón Glacé, el regreso | Isidora                 | Canal 13    |
| 1998       | A todo dar               | Luisa "Lucha" Velásquez | Mega        |
| 1999       | Algo está cambiando      | Andrea Marín            | Mega        |
| 2003       | Machos                   | Paula Jiménez           | Canal 13    |
| 2004       | Tentación                | Rafaella Bispontti      | Canal 13    |
| 2006       | Entre medias             | Macarena                | TVN         |
| 2006       | Charly Tango             | Javiera                 | Canal 13    |
| 2007-08    | Lola                     | Romina Jara             | Canal 13    |
| 2009       | Sin anestesia            | María Ignacia Haussman  | Chilevisión |
| 2010       | 40 y tantos              | Flavia Elizalde         | TVN         |
| 2011       | Aquí mando yo            | Andrea Klein            | TVN         |
| 2012       | Soltera otra vez         | Marcia Infante          | Canal 13    |
| 2013       | Graduados                | Sandra Assad            | Chilevisión |
| 2014       | Mamá mechona             | Margarita Saavedra      | Canal 13    |
| 2019       | 100 días para enamorarse | Magdalena Alvear        | Mega        |

#### Series

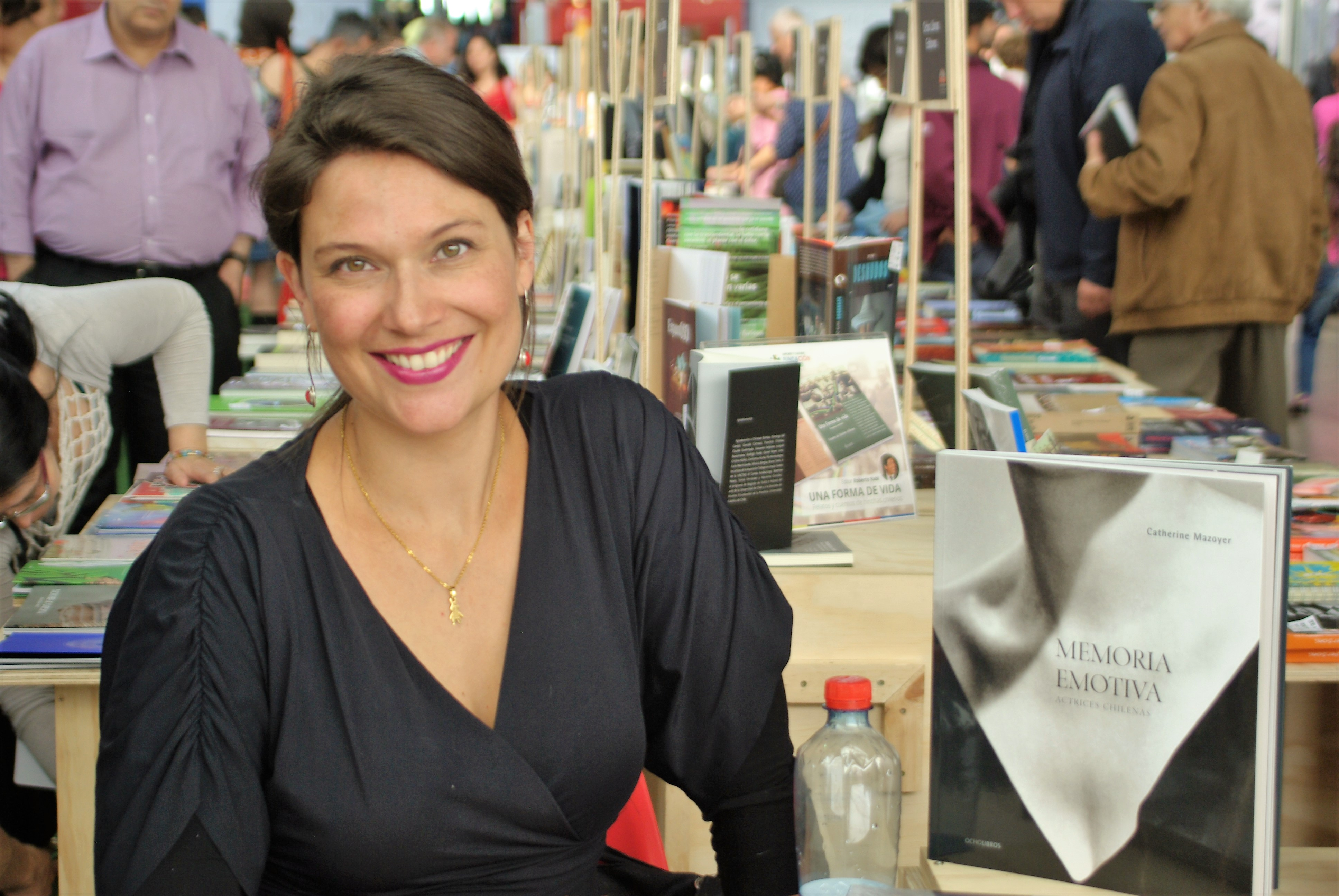
Mazoyer en la FILSA 2016.

| Series    | Series                   | Series                    | Series      |
| Año       | Serie                    | Personaje                 | Canal       |
| --------- | ------------------------ | ------------------------- | ----------- |
| 2004      | JPT: Justicia para todos | Silvana                   | TVN         |
| 2004      | Loco por ti              | Nurse                     | TVN         |
| 2005      | Raspando la olla         | Bárbara                   | TVN         |
| 2005      | Urgencias                | Mané Cox                  | TVN         |
| 2005      | Es Cool                  | Renata Ovalle             | Mega        |
| 2005      | La Nany                  | Constanza Cruz            | Mega        |
| 2006-2008 | Huaiquimán y Tolosa      | Julia Aguirre             | Canal 13    |
| 2007      | Vecinos al 3 y al 4      | Soledad                   | Canal 13    |
| 2008-13   | Infieles                 | Irene                     | Chilevisión |
| 2009      | Una pareja dispareja     | Daniela                   | TVN         |
| 2009-2014 | Los 80                   | Gloria del Río            | Canal 13    |
| 2011      | Prófugos                 | Esposa del Cacho          | HBO         |
| 2015      | Juana Brava              | Periodista reportera      | TVN         |
| 2016      | Chico reality            | Ruth / Cameo / Zoila Mesa | Mega        |

## Vídeos musicales
| Año  | Título                      | Artista          | Dirección                          |
| ---- | --------------------------- | ---------------- | ---------------------------------- |
| 2023 | La mujer que nadie defendió | Karla Grunewaldt | Iñaki Velásquez y Karla Grunewaldt |

## Programas de televisión
- El día menos pensado, Adriana (TVN, 2006)
- SQP (Chilevisión, 2007)
- Escuchando el cine, conductora (CNN Chile, 2012)
- Así somos (La Red, 2012-2013)
- Los tuins, invitada (Mega, 2013)
- Mi barrio, tu mejor compañía, parte del elenco principal (2021-presente)

## Cortometrajes
- La majestuosa dama (1999)
- Gemidos y silencios (2000)
- La occisa (2003)
- Imágenes paganas (2004)
- La Vulca (2005)
- Debajo (2007)
- El niño azul (2007)

## Libros
- Memoria emotiva. Actrices chilenas, álbum de fotografías; Ocho Libros Editores, Santiago, 2016